# Владимировка (Тарутинский район)
Владимировка (укр. Володимирівка) — село, относится к Тарутинскому району Одесской области Украины.
Население по переписи 2001 года составляло 252 человека. Почтовый индекс — 68515. Телефонный код — 4847. Занимает площадь 0,41 км². Код КОАТУУ — 5124783002.

## Местный совет
68515, Одесская обл., Тарутинский р-н, с. Евгеновка, ул. Ленина, 2б